# William Lengertz
William Lengertz född 5 juni 1891 i Linderöd, Kristianstads län, död 27 mars 1962 i Malmö, var en svensk antikvariatsbokhandlare,  hembygdsforskare, journalist, Skånesamlare och författare. Han skrev även under pseudonymerna Sile och Jan Ås.

## Biografi
Lengertz var son till handlaren Nils Persson. Efter studier vid Kristianstads högre allmänna läroverk och handelsgymnasium ägnade sig Lengertz åt journalistik och handel. Han företog studieresor på kontinenten varefter han grundade ett antikvariat i Helsingborg 1918 och därefter i Lund 1923. Året därpå öppnades en filial på Adelgatan 19 i Malmö. Antikvariatet på Stora Gråbrödersgatan 13 i Lund bar fram till nedläggningen i slutet av 2014 namnet Lengertz Antikvariat och var då ett av Sveriges äldsta kontinuerligt verksamma. 
Han var även medarbetare i ett flertal tidningar och tidskrifter, samt redaktör och utgivare av Sydsvenska Djurskyddet 1917-1924 och Bibliofilen 1923-1927. 

## SkånesamlingenCollectio Lengertziana: Scania
Som hembygdsskildrare ägnade sig Leverentz främst åt Linderödsåsens historia och folkliv. Han donerade 1946 sin Skånesamling som han kallade Collectio Lengertziana: Scania till Malmö stadsbibliotek, där den finns sedan hans död 1962. Samlingen består av böcker, småskrifter, kartor, grafiska blad, fotografier, vykort, exlibris samt mängder av tidningsurklipp.

## Eftermäle
I Linderöd finns en väg uppkallad efter honom. 

## Lengertz Kulturprisfond
Lengertz instiftade en kulturprisfond som årligen ska dela ut kulturpriser dels till en författare, som publicerat skildring om Skåne, och dels till en konstnär, som varit verksam i Skåne. Kulturprisfonden förvaltas av Skånes hembygdsförbund som 1966 bildade Stiftelsen Lengertz kulturprisfond för ändamålet. Lengertz litteraturpris och Lengertz konstpris delades tidigare ut på Skånes hembygdsförbunds årsstämma, men sedan 2019 på en egen dag, kombinerat med invigning av en utställning om pristagarna.